# Милтонвејл (Канзас)
Милтонвејл (енгл. Miltonvale) град је у америчкој савезној држави Канзас.

## Демографија
По попису из 2010. године број становника је 539, што је 16 (3,1%) становника више него 2000. године.
| Група             | 2000.       | 2010.       |
| Белци             | 509 (97,3%) | 521 (96,7%) |
| Афроамериканци    | 1 (0,2%)    | 0 (0,0%)    |
| Азијати           | 0 (0,0%)    | 1 (0,2%)    |
| Хиспаноамериканци | 6 (1,1%)    | 9 (1,7%)    |
| Укупно            | 523         | 539         |